# Eduard von der Hellen
Eduard Johann Heinrich von der Hellen (* 27. Oktober 1863 auf Gut Wellen in Wellen, heute Gemeinde Beverstedt, Landkreis Cuxhaven; † 17. Dezember 1927 in Stuttgart) war ein deutscher Archivar und Herausgeber.

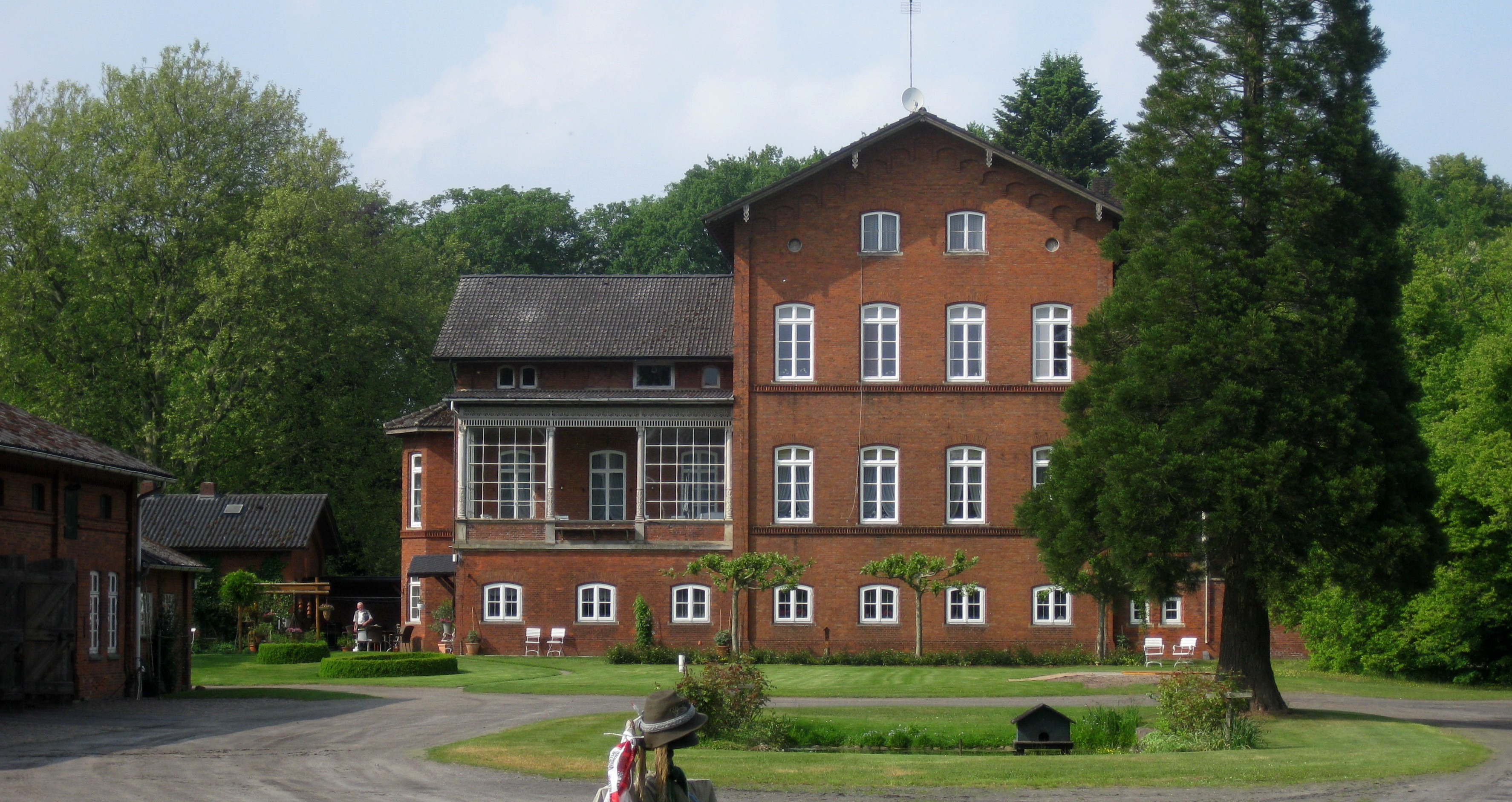
Gutshaus Nasse Straße 14, Geburtshaus in Wellen

## Biografie
Von der Hellen war der Sohn von Diedrich von der Hellen (1819–1892) und dessen Ehefrau Auguste, geborene Schwertfeger (* 1823). Er wuchs mit sechs weiteren Geschwistern auf dem heimatlichen Rittergut im Gutshaus Nasse Straße 14 auf. 
Er war Archivar des Goethearchivs (später Goethe- und Schillerarchiv) in Weimar und dort Kollege von Rudolf Steiner. 1894 wechselte er zum Nietzsche-Archiv, das Friedrich Nietzsches Schwester Elisabeth Förster-Nietzsche gerade in Naumburg an der Saale gegründet hatte. Darüber kam es zu einem Streit mit Steiner, der wohl ebenfalls Ambitionen auf die Herausgabe Nietzsches hatte. Schon nach wenigen Monaten verließ von der Hellen das Nietzsche-Archiv aber wieder.
1900 wechselte er nach Stuttgart. Dort war er bis 1923 literarischer Berater des Cotta-Verlages. Von der Hellen war der Hauptherausgeber der vierzigbändigen Jubiläumsausgabe von Goethes Werken, die in den Jahren 1902 bis 1912 erschien, sowie der sechzehnbändigen Säkularausgabe von Schillers Werken in den Jahren 1904 und 1905.

### Familie
Er heiratete 1889 Martha von Crüger (1863–1934), eine Tochter des preußischen Generalleutnants Gustav von Crüger. Das Paar hatte mehrere Kinder:
- Susanne (1890–1936)
- Dietrich (1892–1965)

## Werke

### Als Autor

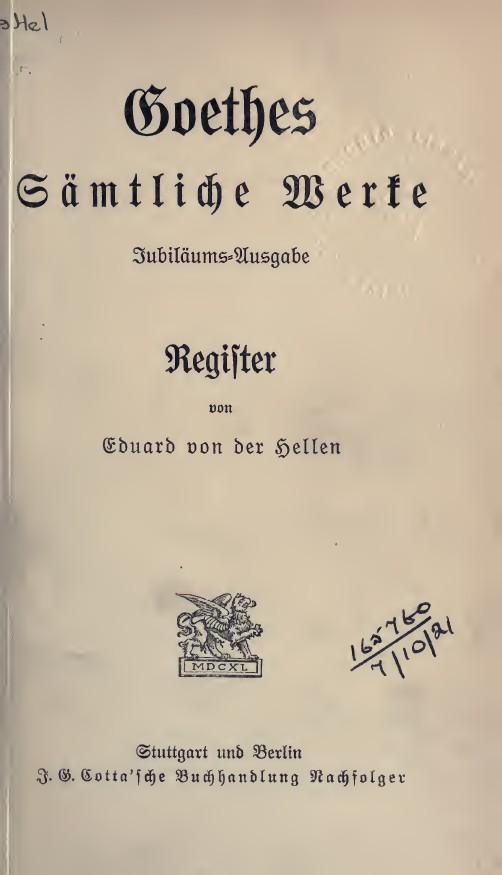
Register (1912)

- Goethes Anteil an Lavaters physiognomischen Fragmenten. Dissertation 2017.
- Wilhelm I. und Bismarck in ihrem Briefwechsel.
- Heinrich von Plate. Der Roman eines Privilegierten. Stuttgart und Berlin 1921.
- Andersens Märchen, 1925.
- Goethes Mutter in einer Auswahl aus ihrem Briefwechsel, J.G. Cotta, Stuttgart und Berlin 1910

### Als Herausgeber, neben den im Text genannten
- (Hrsg.): Das Journal von Tiefurt. In: Schriften der Goethe-Gesellschaft, hrsg. von Bernhard Suphan, 7. Band, Weimar 1892.
- (Hrsg.): Fürst Bismarcks Briefe an seine Braut und Gattin. Stuttgart 1912.